# Park Seon-ho
Park Seon-ho (* 15. März 1984) ist ein ehemaliger südkoreanischer Radrennfahrer.
Park gewann in den Jahren 2008 bis 2010 insgesamt zwölf Tagesabschnitte von Etappenrennen der UCI Asia Tour. Anschließend widmete er sich vermehrt dem Bahnradsport und gewann unter anderem mit der südkoreanischen Mannschaft bei den Asienspielen 2010 die Goldmedaille in der Mannschaftsverfolgung. In derselben Disziplin wurde er 2011 Asienmeister.

## Erfolge
2008
- zwei Etappen Tour de Korea-Japan

2009
- zwei Etappen Tour de Taiwan
- zwei Etappen Tour of Thailand
- drei Etappen Tour de Korea
- eine Etappe Tour of Hainan

2010
- zwei Etappen Tour de Korea
- Asienspiele 2010 – Mannschaftsverfolgung (mit Cho Ho-sung, Hwang In-hyeok und Jang Sun-jae)

2012
- Asienmeister – Mannschaftsverfolgung (mit Jang Sun-jae, Park Keon-woo und Park Sung-baek)

2013
- Asienmeister – Mannschaftsverfolgung (mit Jang Sun-jae, Park Keon-woo und Park Sung-baek)

2014
- Asienspiele 2014 – Mannschaftsverfolgung (mit Im Jae-yeon, Park Keon-woo und Park Sang-hoon)

## Teams
- 2008 Seoul Cycling
- 2009 Seoul Cycling
- 2010 Seoul Cycling
- 2011 Seoul Cycling Team
- 2012 ARBÖ Gebrüder Weiss-Oberndorfer